# Cephalocroton
Cephalocroton es un género con 19 especies descritas y de estas, solo 4 aceptadas de plantas con flores perteneciente a la familia Euphorbiaceae.
Son nativas de África, Socotora, Madagascar, las Islas Comores y Sri Lanka.

## Taxonomía
El género fue descrito por Christian Ferdinand Friedrich Hochstetter y publicado en Flora 24: 370. 1841. La especie tipo es: Cephalocroton cordofanus Hochst.

## Especies aceptadas
A continuación se brinda un listado de las especies del género Cephalocroton aceptadas hasta abril de 2013, ordenadas alfabéticamente. Para cada una se indica el nombre binomial seguido del autor, abreviado según las convenciones y usos:
- Cephalocroton cordofanus Hochst.
- Cephalocroton incanus M.G.Gilbert
- Cephalocroton mollis Klotzsch
- Cephalocroton polygynus Pax & K.Hoffm.